# Google Notebook
Google Notebook fue una aplicación web desarrollada por Google que proporcionaba una manera de organizar notas al navegar por Internet. Estuvo disponible desde el 15 de mayo de 2006, después el 14 de enero de 2009, fecha en que Google anunció que descontinuaría este servicio y en el 2012 cerraron el servicio.

## Características
Esta herramienta personal del navegador permite al usuario seleccionar el texto, imágenes y demás objetos del sitio web mientras se navega, permitiendo guardarlas en un Notebook o cuaderno en línea, accesible desde cualquier computadora y para compartirlas con otros usuarios.
Notebook Google es una aplicación interactiva para cada sitio web visitado, ofreciendo un solo sitio web para seleccionar resultados de las notas agregadas sin tener que dejar la ventana del navegador.
Sin tener que abandonar la pantalla del navegador web, Google Notebook posibilitará guardar, por ejemplo, el precio de un vuelo que estamos buscando, o un enlace a una página web que queremos visitar más tarde. Además, y sin olvidar el objetivo de Google de organizar la información mundial y darle la relevancia en función de las valoraciones de cada usuario, con Google Notebook también se podrá compartir la información guardada con otras personas, haciéndola pública. De esta manera, asegura la compañía, la labor de recopilación de datos puede ser aprovechada por el resto de la comunidad.
Existe un mini Google Notebook disponible como una extensión para navegadores (disponible para Mozilla Firefox e Internet Explorer). Esto permite agregar un sitio web sin abandonar la página por la que se está navegando usando una “nota rápida” una función disponible dentro del menú inferior a la derecha del contexto de cualquier navegador.
El 14 de enero de 2009, en el marco de diversos recortes, Google anunció que dejará de actualizar el servicio como así también la inscripción de nuevos usuarios, aunque asegura que mantendrá el servicio para los usuarios inscritos hasta esa fecha.